# Акансех (посёлок)
Акансех (исп. Acanceh) — посёлок в Мексике, штат Юкатан, входит в состав одноимённого муниципалитета и является его административным центром. Численность населения, по данным переписи 2010 года, составила 10 968 человека.

## Общие сведения
Поселение было основано испанскими конкистадорами в непосредственной близости от древнего города майя во второй половине XVI века. Также было заимствовано его название Acanceh, что в переводе с юкатекского языка можно перевести как последний стон оленя.